# Climacium americanum
Climacium americanum là một loài Rêu trong họ Climaciaceae. Loài này được Brid. miêu tả khoa học đầu tiên năm 1812.